# Stora Brandsvigs borgruin

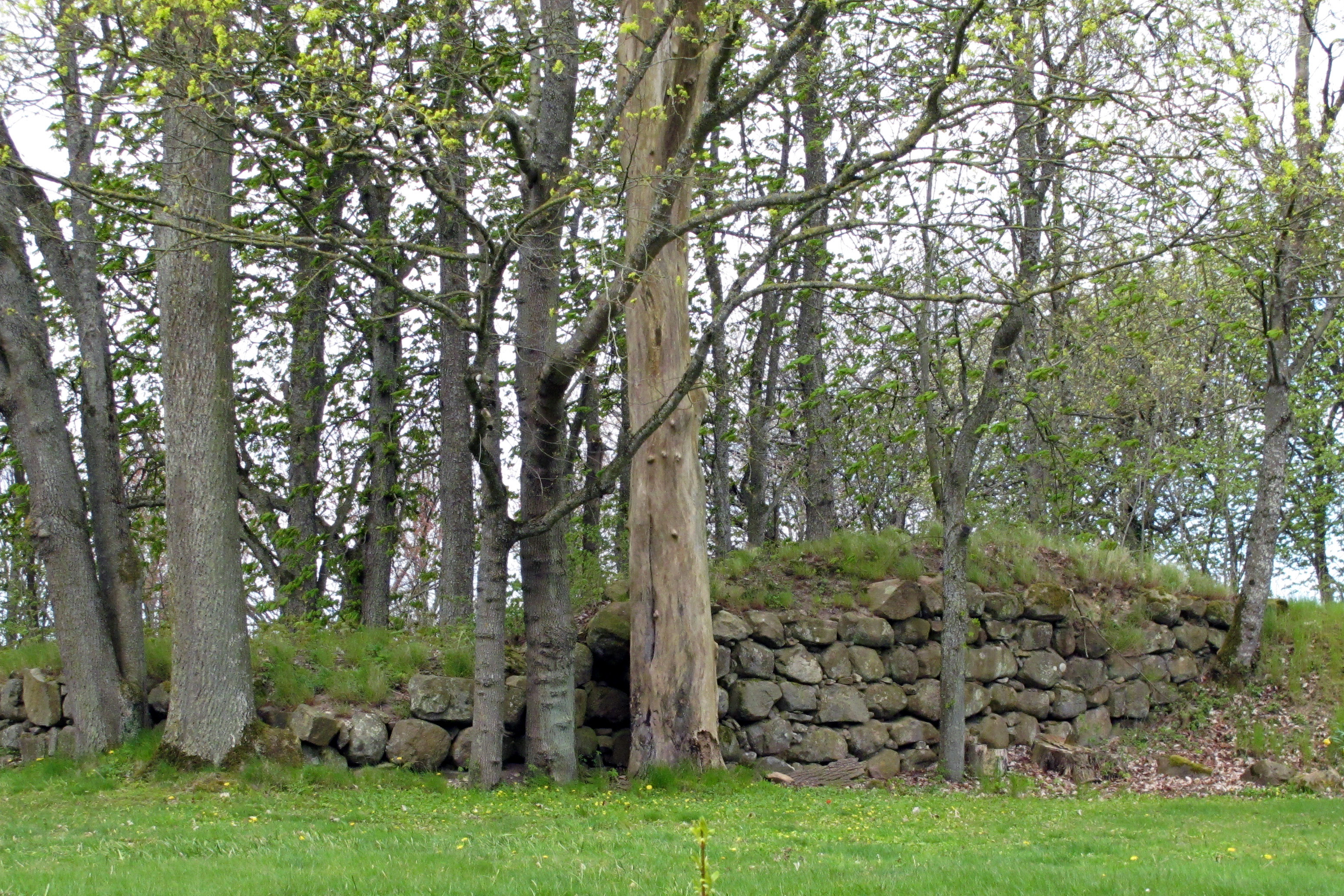
Resterna av borganläggning i Stora Brandsvig i Tåstarp i Ängelholms kommun.

Stora Brandsvigs borgruin (emellanåt kallad Brandsvik) i Tåstarps socken i Ängelholms kommun är ruinen efter en borg i Stora Brandsvig vid Rössjöholmsån.
Ruinens murar består av skalmursteknik och är 1–2,25 m hög och 5 m bred, och består av klumpstenar, 0,4–0,6 m stora, sammanfogade med kalkbruk. I nordväst begränsas muren av en jordvall, 1–2 m hög.

## Historia
Richard Dybeck omtalar att man berättade att det på Wallen skulle ha funnits ett slott eller en "herrgård, vähl befäst med vallar och murarh varpå skolat bodt en mäcktig herre äller Grefve Isarim benämnd". En gammal köpehandling från den 17 maj 1425 omtalar att en väpnare vid namn Erik Nissen, bodde på borgen. 1480 återfinns sedan väpnaren Joen Bring där, vilken erövrade titeln riddare år 1486.
Rannsakningarna år 1667–1668 omtalar "Nielss Pederssön i Stoore Bransviig". Enligt rannsakningarna 1667 och 1690: "er en steenmuurs grund, hvad heller det skall haffve vaeret en borg, eller slott eller adelsshof eller begraffvelssessted veed eynogen till visse at sige".
Enligt tidningsartikel i Nordvästra Skånes Tidningar år 1983 berättar dåvarande lantbrukaren på Stora Brandsvig, Bror Nilsson, att borgen har anor från 1400-talet och jämförs med Kärnan i Helsingborg, vad gäller byggnadsform.
Den märkligaste mannen som bott på borgen, enligt tidningsartikel, var Mårten Starckhufvud (född 1656). Han hade en lång och framgångsrik karriär inom Skånska kavalleriregementet 1676–1707. År 1699 blev Starckhufvud adlad, kort efter giftermålet med Catharina Gyldenstierne. Stora Brandsvig var då en liten frälseegendom.
På 1870-talet nedbröts borgen av en stenhuggare. Anläggningen uppmättes strax innan av dåvarande markägaren, Nils Persson. Den bestod då av en kvadratisk ruin, 10 alnar lång i sida invändigt, omgivet av stenmurar, 8 alnar bred och 1–2,25 m hög. Utifrån ruinen utgick en jordvall. V–Ö om denna fanns dammar. Vallen bortkördes helt under 1870-talet och jorden användes för att fylla ut dammarna.